# Hagen Hauptbahnhof
Hagen Hauptbahnhof (afgekort als: Hagen Hbf) is het Centraal Station of hoofdstation van de Duitse stad Hagen. Op dit station stoppen zowel ICE-, IC- en EC-treinen als alle regionale treinen in de regio. Het station behoort tot de Duitse stationscategorie 2. Het station werd in 1848 geopend en is de enige in Westfalen met een stationskap. Het huidige stationsgebouw dateert uit 1910.

## Regionale, lokale enS-Bahn-treinen

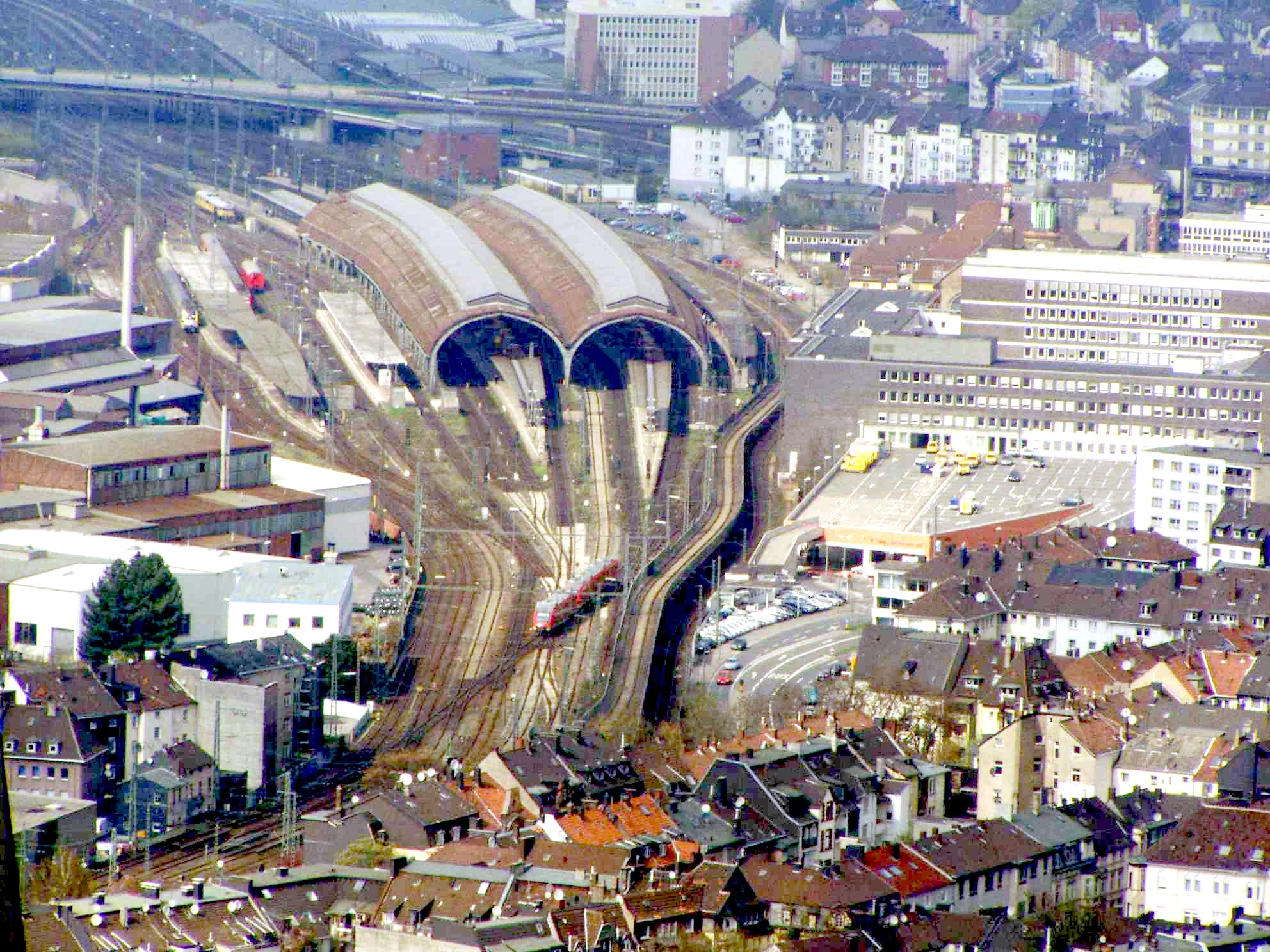
Luchtfoto van het Centraal Station Hagen

| Serie       | Treinsoort                          | Route | Bijzonderheden                                               |
| ----------- | ----------------------------------- | --- | ------------------------------------------------------------ |
| RE 4        | Regional-Express (National Express) | Aachen Hbf – Herzogenrath – Rheydt Hbf – Mönchengladbach Hbf – Neuss Hbf – Düsseldorf Hbf – Wuppertal Hbf – Hagen Hbf – Witten Hbf – Dortmund Hbf | Wupper-Express                                               |
| RE 7        | Regional-Express (National Express) | Rheine – Münster (Westf) Hbf – Hamm (Westf) – Hagen Hbf – Wuppertal Hbf – Solingen Hbf – Köln Hbf – Neuss Hbf – Krefeld Hbf                       | Rhein-Münsterland-Express                                    |
| 20050 RE 13 | Regional-Express (Eurobahn)         | Venlo – Mönchengladbach Hbf – Neuss Hbf – Düsseldorf Hbf – Wuppertal Hbf – Hagen Hbf – Hamm (Westf)                                               | Maas-Wupper-Express                                          |
| RE 16       | Regional-Express (Abellio Rail NRW) | Essen Hbf – Bochum Hbf – Witten Hbf – Hagen Hbf – Hohenlimburg – Letmathe – [ Iserlohn ] / Werdohl – Kreuztal – Siegen                            | Ruhr-Sieg-Express                                            |
| RE 17       | Regional-Express (DB Regio NRW)     | Hagen Hbf – Fröndenberg – Arnsberg (Westf) – Meschede – Brilon-Wald – Warburg (Westf) – Kassel Hbf – Kassel-Wilhelmshöhe                          | Sauerland-Express 1x per twee uur van/naar Kassel            |
| RB 40       | Regionalbahn (Abellio Rail NRW)     | Essen Hbf – Essen-Kray Süd – Wattenscheid – Bochum Hbf – Witten Hbf – Wetter (Ruhr) – Hagen-Vorhalle – Hagen Hbf                                  | Ruhr-Lenne-Bahn                                              |
| RB 52       | Regionalbahn (DB Regio NRW)         | Lüdenscheid – Brügge (Westf) – Schalksmühle – Hagen Hbf – Herdecke – Dortmund Tierpark – Dortmund Hbf                                             | Volmetal-Bahn zondagmorgen 1x per twee uur Hagen-Lüdenscheid |
| RB 91       | Regionalbahn (Abellio Rail NRW)     | Hagen Hbf – Hohenlimburg – Letmathe – [ Iserlohn ] / Altena (Westfalen) – Werdohl – Plettenberg – Finnentrop – Kreuztal – Siegen                  | Ruhr-Sieg-Bahn                                               |
| S 5         | S-Bahn (DB Regio NRW)               | Dortmund Hbf – Witten-Annen Nord – Witten Hbf – Wetter (Ruhr) – Hagen Hbf                                                                         |                                                              |
| S 8         | S-Bahn (DB Regio NRW)               | Mönchengladbach Hbf – Neuss Hbf – Düsseldorf Hbf – Gruiten – Wuppertal Hbf – Schwelm – Gevelsberg Hbf – Hagen Hbf                                 |                                                              |

1,9: Aachen Hbf ·
3,0: Aachen Schanz ·
5,3: Aachen West (Templerbend) ·
11,5: Kohlscheid ·
16,1: Herzogenrath ·
22,7: Übach-Palenberg ·
27,4: Geilenkirchen ·
34,6: Lindern ·
36,6: Brachelen ·
40,8: Hückelhoven-Baal ·
47,2: Erkelenz ·
51,7: Herrath ·
56,2: Wickrath ·
60,1: Rheydt Hbf ·
63,9: Mönchengladbach Hbf ·
65,9: Mönchengladbach-Lürrip ·
68,7: Korschenbroich ·
71,5: Kleinenbroich ·
75,3: Büttgen ·
80,9: Neuss Hbf ·
86,4: Düsseldorf-Bilk ·
88,4: Düsseldorf Hbf ·
109,1: Wuppertal-Vohwinkel ·
115,4: Wuppertal Hbf ·
118,9: Wuppertal-Barmen ·
120,9: Wuppertal-Oberbarmen ·
126,0: Schwelm ·
130,5: Ennepetal ·
141,7: Hagen Hbf ·
155,6: Schwerte (Ruhr) ·
170,9: Fröndenberg ·
178,8: Wickede ·
190,8: Neheim-Hüsten ·
198,8: Arnsberg (Westf) ·
209,8: Freienohl ·
218,6: Meschede ·
227,0: Bestwig ·
233,9: Olsberg ·
241,8: Brilon-Wald ·
247,8: Hoppecke ·
251,1: Messinghausen ·
257,2: Beringhausen ·
259,6: Bredelar ·
267,9: Marsberg ·
273,2: Westheim ·
283,4: Scherfede ·
292,9: Warburg (Westf) ·
301,0: Liebenau ·
313,1: Hofgeismar-Hümme ·
318,6: Hofgeismar ·
324,6: Grebenstein ·
329,2: Immenhausen ·
333,5: Espenau-Mönchehof ·
337,7: Vellmar-Obervellmar ·
337,7: Vellmar-Osterberg ·
340,2: Kassel-Jungfernkopf ·
341,4: Kassel-Harleshausen ·
342,5: Kassel-Kirchditmold ·
345,2: Kassel Hbf